# Гетьманщина-Свидок (заказник)
Гетьма́нщина-Свидо́к — гідрологічний заказник місцевого значення в Україні. Розташований у межах Прилуцького району Чернігівської області, біля сіл Погреби, Миколаївка, Піддубівка.
Площа 1303 га. Статус присвоєно згідно з рішенням Чернігівського облвиконкому від 24.12.1979 року № 561; від 27.12.1984 року № 454; від 28.08.1989 року № 164. Перебуває у віданні: Піддубівська сільська рада, Погребівська сільська рада.
Статус присвоєно для збереження низинного болота у верхів'ї річки Перевід.

## Галерея

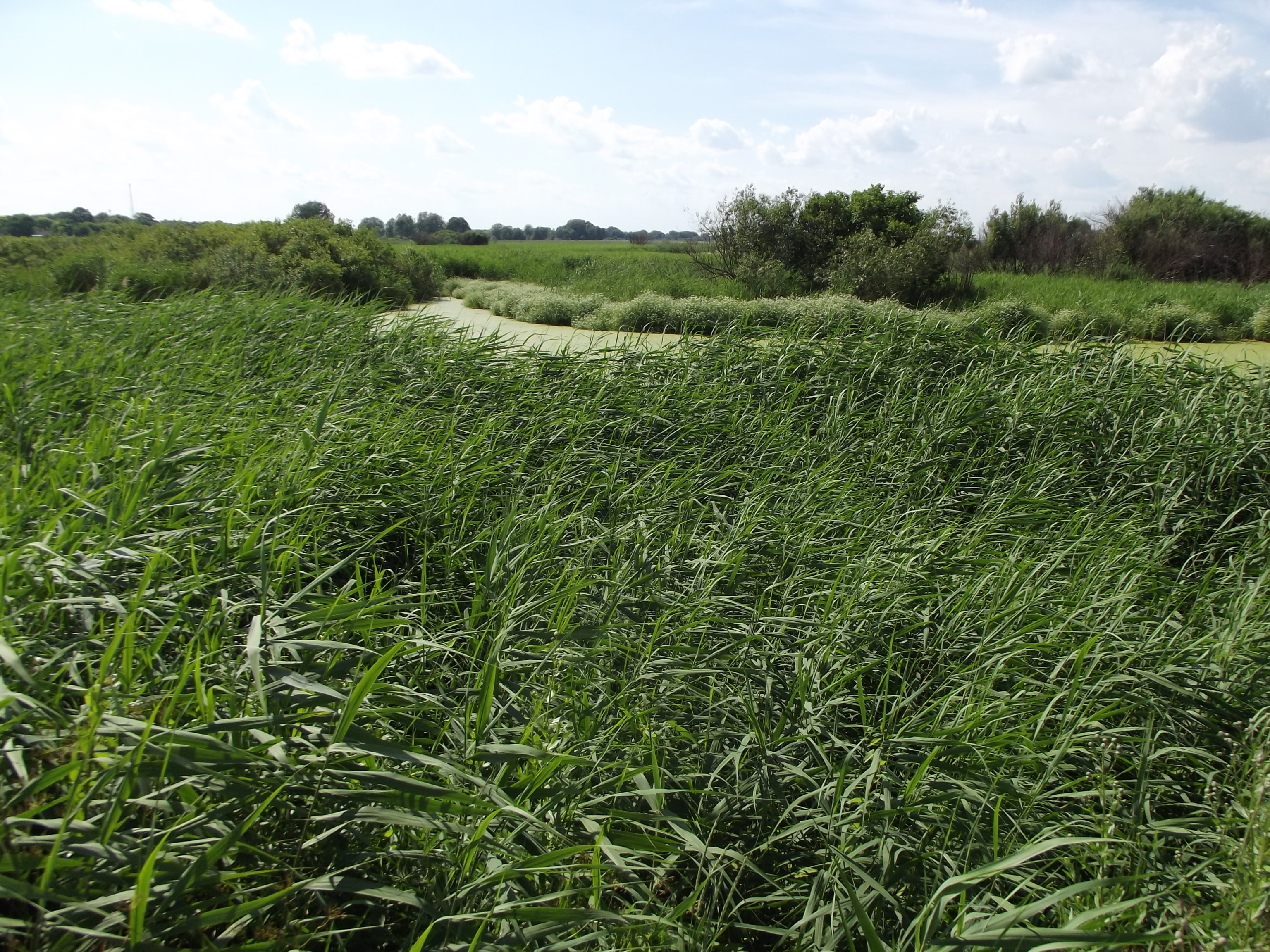
Витоки річки Перевід
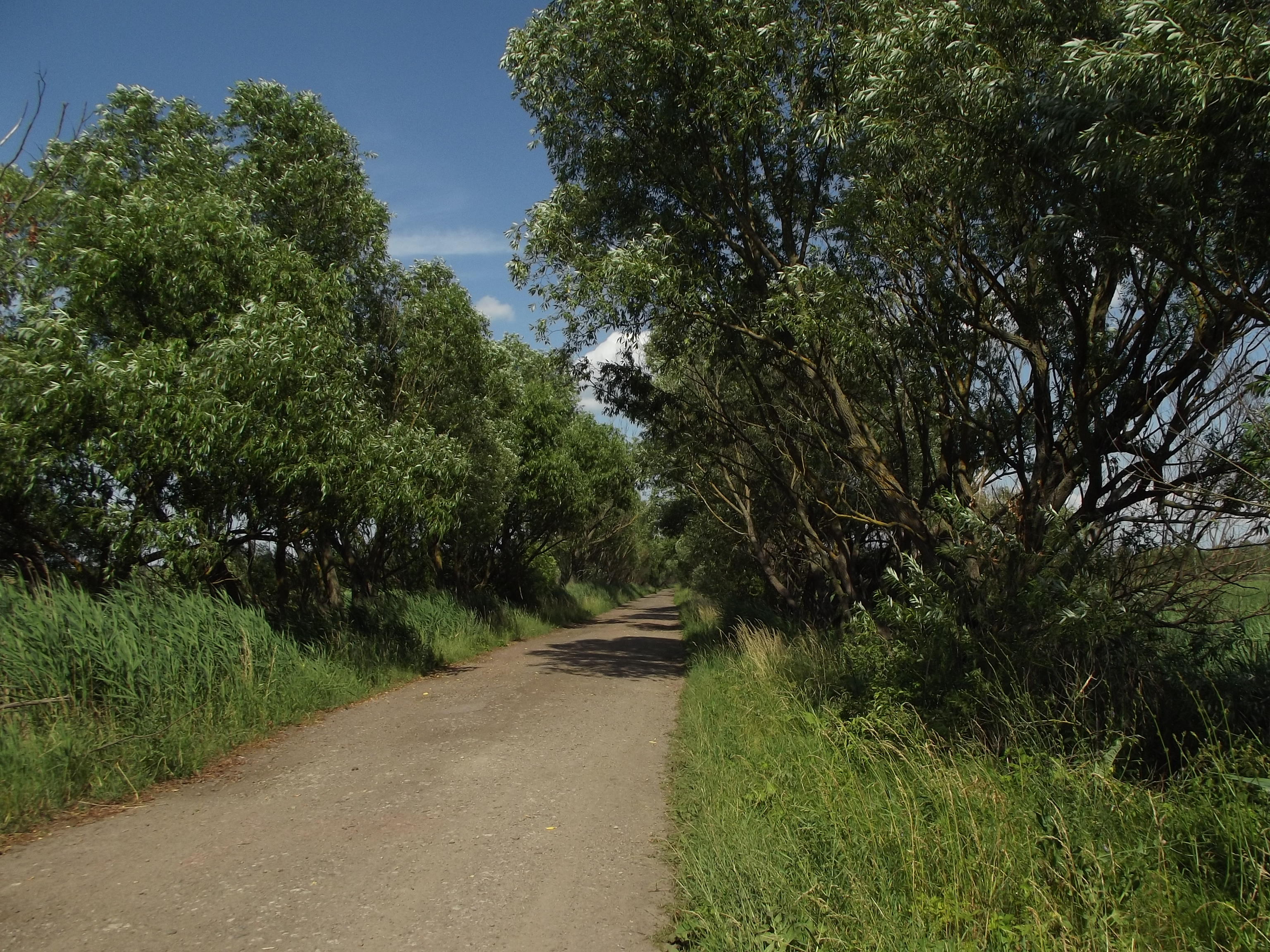
Дорога через річку Перевід
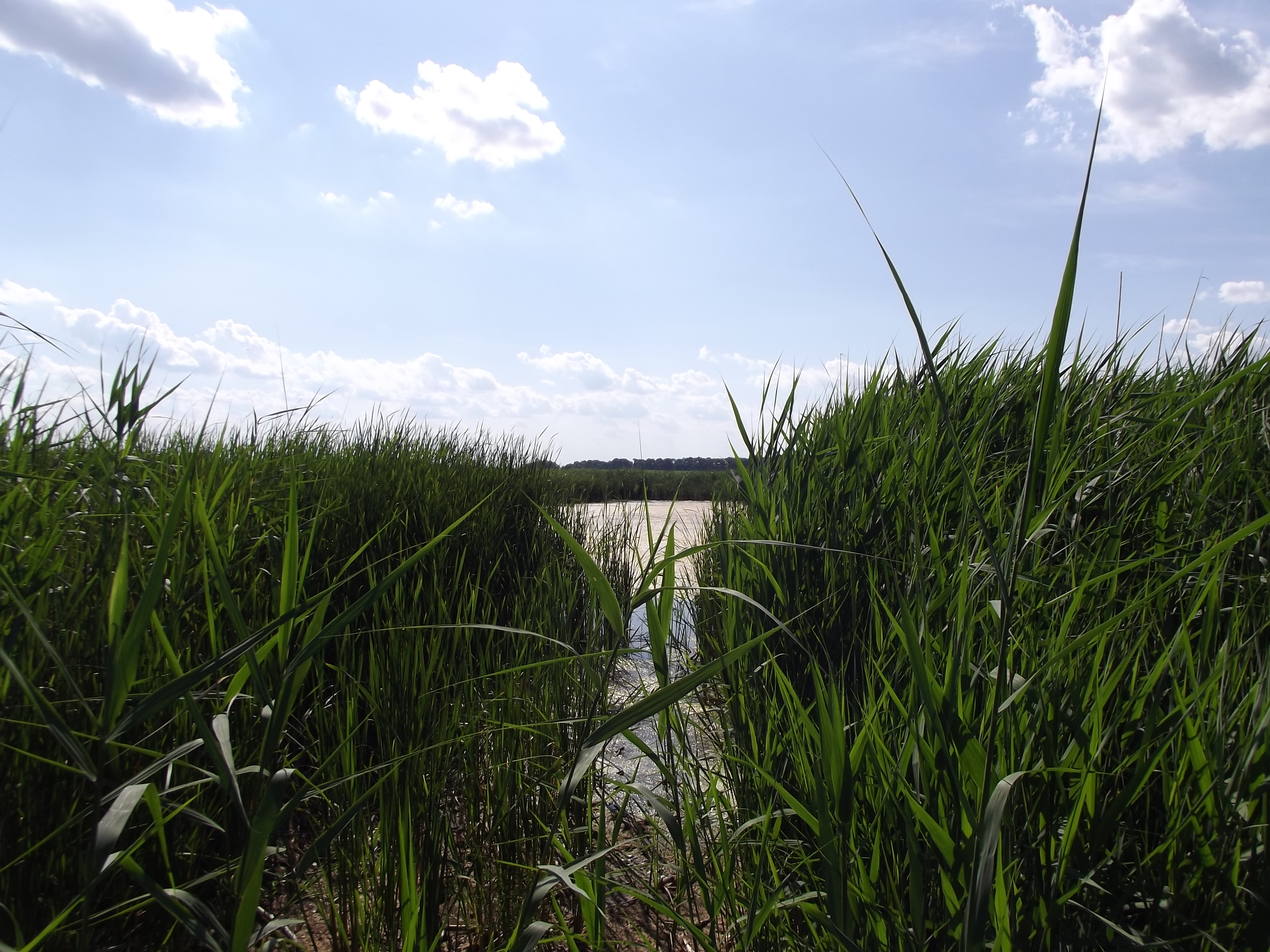
Ставки в заказнику Гетьманщина-Свидок